# Bušl

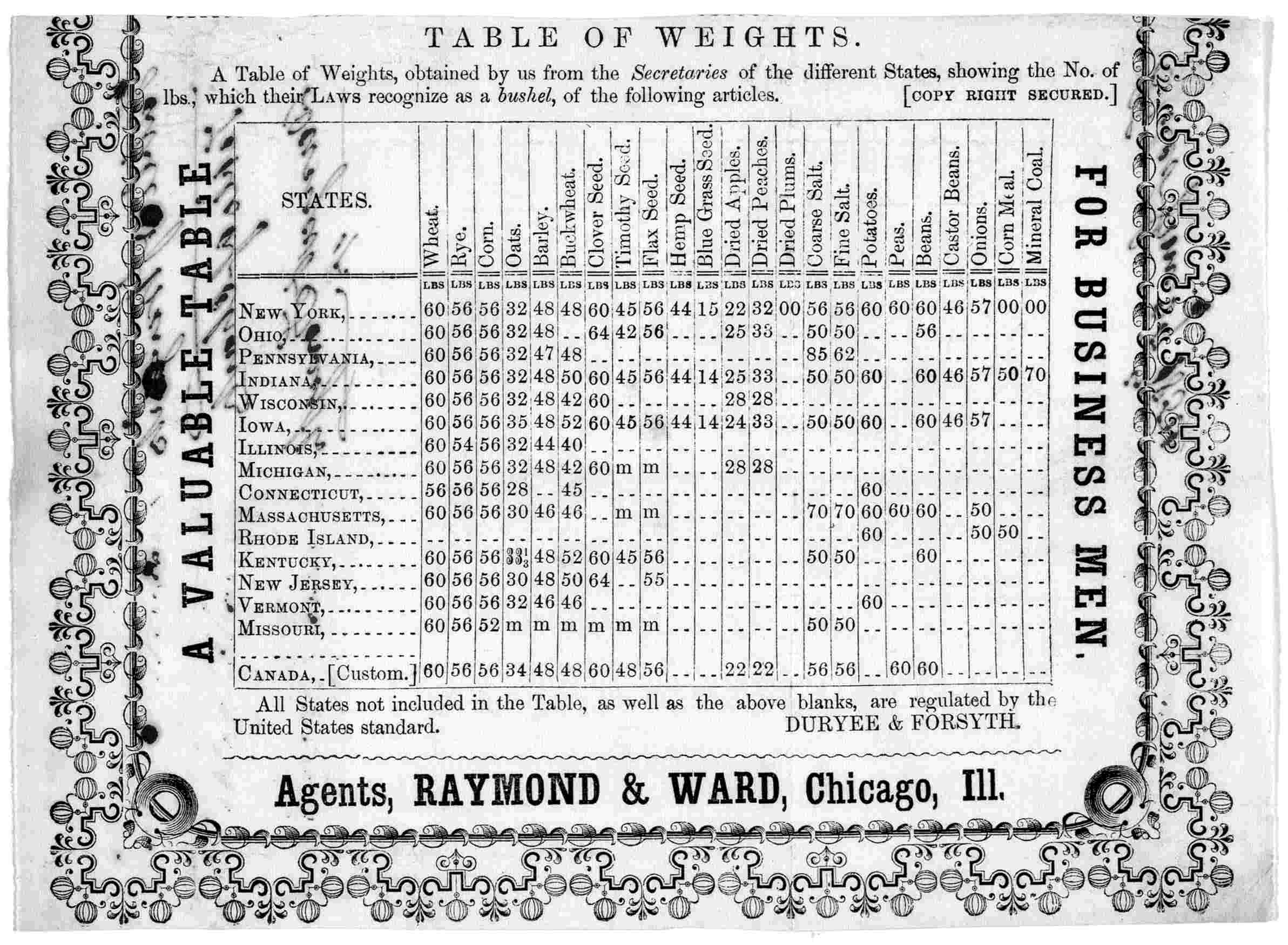
Tabulka měr podle vlád různých států USA, ukazující počet liber, které byla roku 1854 podle práva uvedených zemí nastavena pro jednotku bušl u různých produktů

Bušl (bushel) je stará objemová a hmotnostní míra.
Používá se převážně jako měrná jednotka pro obilniny na angloamerických komoditních burzách.

- americký bušl 35,23907017 litru
- římský bušl 8,75 litru

1 americký bušl je:
- pšenice – cca 27,216 kg
- oves – cca 14,5 kg
- kukuřice – cca 25,4016 kg
- sójové lusky – cca 27,216 kg